# Rozložná
Rozložná (ungarisch Hámosfalva – bis 1898 Rozslozsnya, älter Rozlozsn[y]a) ist eine Gemeinde im Osten der Slowakei mit 202 Einwohnern (Stand 31. Dezember 2024), die zum Okres Rožňava, einem Teil des Košický kraj, gehört und in der traditionellen Landschaft Gemer liegt.

## Geographie
Die Gemeinde befindet sich im nordwestlichen Teil des Slowakischen Karsts, an den Bächen Gočaltovský potok und Rozložnica im Einzugsgebiet des Štítnik und weiter der Slaná. Das Ortszentrum liegt auf einer Höhe von 281 m n.m. und ist 19 Kilometer von Rožňava entfernt.
Nachbargemeinden sind Gočaltovo im Norden, Štítnik (Hauptort) im Nordosten, Kunova Teplica im Osten, Štítnik (Exklave des Gemeindegebiets) im Südwesten, Gemerský Sad (Ortsteile Nováčany und Mikolčany) im Süden, Gemerské Teplice (Ortsteile Gemerský Milhosť und Jelšavská Teplica) im Westen und Jelšava im Nordwesten.

## Geschichte

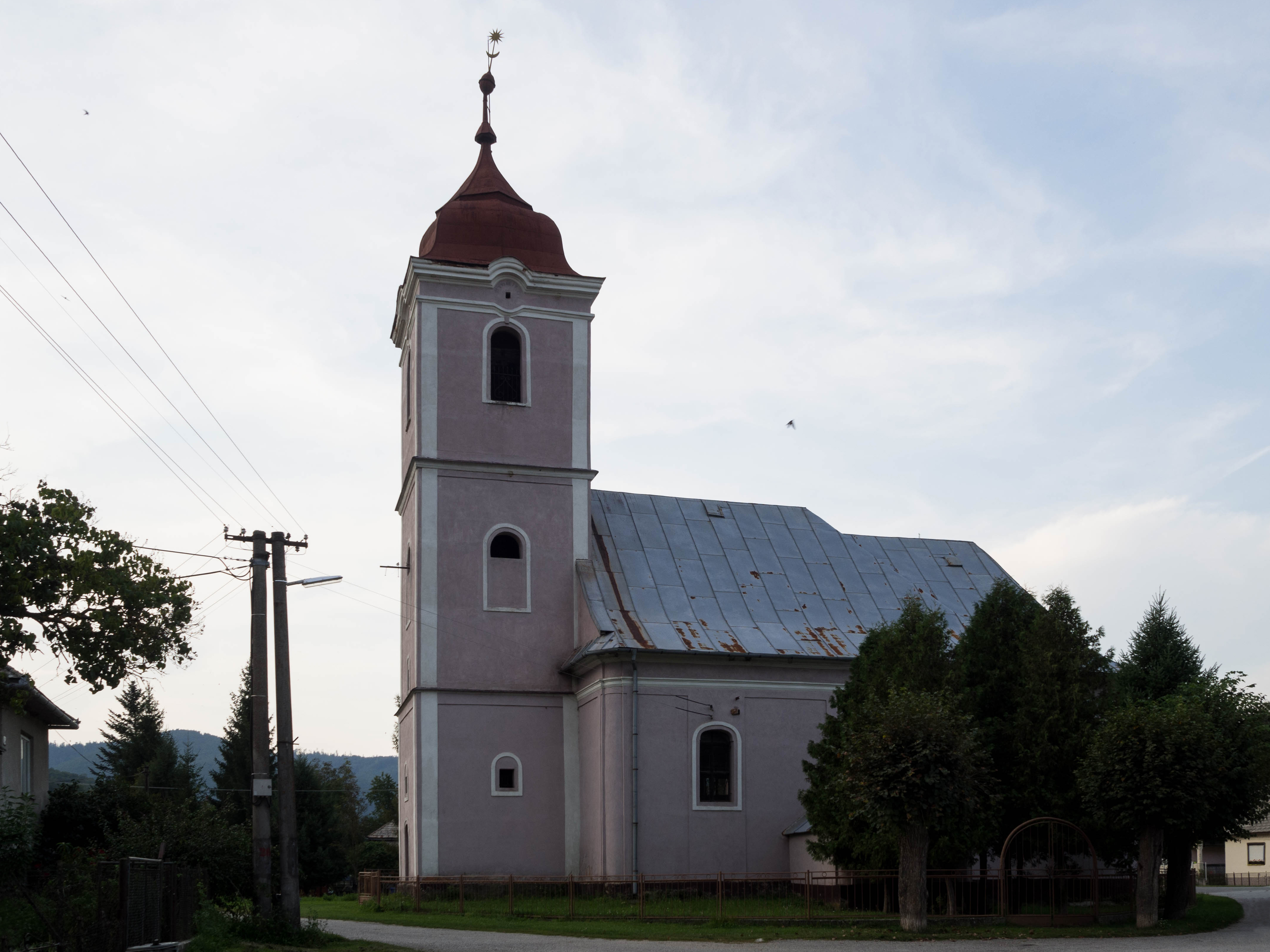
Evangelische Kirche in Rozložná

Rozložná wurde zum ersten Mal 1258 als Rususna schriftlich erwähnt und war damals Teil des Herrschaftsgebiets von Pleissnitz. Das Dorf war Besitz des Geschlechts Bebek, das hier im Jahr 1427 16 Porta besaß, ab dem späten 16. Jahrhundert gehörten die Ortsgüter verschiedenen Familien. 1773 wohnten hier 51 leibeigene Bauern- und eine Untermieterfamilie, 1828 zählte man 44 Häuser und 382 Einwohner, die als Fuhrmänner, Köhler und Landwirte beschäftigt waren.
Bis 1918/1919 gehörte der im Komitat Gemer und Kleinhont liegende Ort zum Königreich Ungarn und kam danach zur Tschechoslowakei beziehungsweise heute Slowakei.

## Bevölkerung
| Jahr                | 1994 | 2004     | 2014   | 2024    |
| ------------------- | ---- | -------- | ------ | ------- |
| Anzahl der Personen | 167  | 200      | 205    | 202     |
| Unterschied         |      | +19,76 % | +2,5 % | −1,46 % |

| Jahr                | 2023 | 2024    |
| ------------------- | ---- | ------- |
| Anzahl der Personen | 209  | 202     |
| Unterschied         |      | −3,34 % |

Nach der Volkszählung 2011 wohnten in Rozložná 191 Einwohner, davon 185 Slowaken und ein Magyare. Fünf Einwohner machten keine Angabe zur Ethnie.
38 Einwohner bekannten sich zur Evangelischen Kirche A. B., 16 Einwohner zur römisch-katholischen Kirche, neun Einwohner zu den Zeugen Jehovas, drei Einwohner zur evangelisch-methodistischen Kirche, zwei Einwohner zur reformierten Kirche und ein Einwohner zu den Mormonen. 89 Einwohner waren konfessionslos und bei 32 Einwohnern wurde die Konfession nicht ermittelt.

## Baudenkmäler
- evangelische Kirche im klassizistischen Stil aus dem Jahr 1801[6]